# J. Leroy Johnson

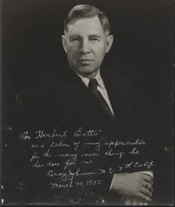
J. Leroy Johnson

Justin Leroy Johnson (* 8. April 1888 in Wausau, Wisconsin; † 26. März 1961 in Stockton, Kalifornien) war ein US-amerikanischer Politiker. Zwischen 1943 und 1957 vertrat er den Bundesstaat Kalifornien im US-Repräsentantenhaus.

## Werdegang
Leroy Johnson besuchte die öffentlichen Schulen seiner Heimat und studierte danach bis 1911 an der University of Wisconsin–Madison. Nach einem anschließenden Jurastudium an der University of California in Berkeley und seiner 1915 erfolgten Zulassung als Rechtsanwalt begann er in diesem Beruf zu arbeiten. Während des Ersten Weltkrieges diente Johnson im Fliegerkorps der US Army. Nach dem Krieg ließ er sich in Stockton nieder, wo er als Anwalt praktizierte. In den Jahren 1920 und 1921 war er stellvertretender Bezirksstaatsanwalt im San Joaquin County. Von 1923 bis 1933 fungierte er als juristischer Vertreter der Stadt Stockton, deren Planungskommission er zwischen 1934 und 1941 angehörte. In den Jahren 1922 und 1923 war Johnson auch als Konkursverwalter tätig.
Politisch schloss er sich der Republikanischen Partei an. In den Jahren 1936 und 1948 war er Delegierter zu den jeweiligen Republican National Conventions. Bei den Kongresswahlen des Jahres 1942 wurde er im dritten Wahlbezirk von Kalifornien in das US-Repräsentantenhaus in Washington, D.C. gewählt, wo er am 3. Januar 1943 die Nachfolge des zwischenzeitlich verstorbenen Frank H. Buck antrat. Nach sechs Wiederwahlen konnte er bis zum 3. Januar 1957 sieben Legislaturperioden im Kongress absolvieren. Seit 1953 vertrat er dort als Nachfolger von Ernest K. Bramblett den elften Distrikt seines Staates.
Während Johnsons Zeit als Kongressabgeordneter endete der Zweite Weltkrieg. Danach erlebte er im Kongress den Beginn des Kalten Krieges, den Koreakrieg und die Bürgerrechtsbewegung. Im Jahr 1951 wurde der 22. Verfassungszusatz ratifiziert. 1956 wurde Leroy Johnson nicht wiedergewählt. Danach zog er sich aus der Politik zurück. Er starb am 26. März 1961 in Stockton.